# District de Châu Đức
Châu Đức est un district de la province de Bà Rịa-Vũng Tàu au sud-est du Viêt Nam.

## Présentation
Il s'étend sur 421 km2. 
Son chef-lieu se trouve à Ngãi Giao.  